# Martial Paillot
Martial Jean Baptiste Paillot (nascido em 1855 ou 1856 - 16 de setembro de 1930) foi um missionário francês Católico Romano, professor de história e pároco. Ele serviu como missionário em Pondicherry por 44 anos.

## Início de vida
Paillot nasceu em Ménil sur Saulx, na França, o segundo de uma família de dez filhos, quatro dos quais morreram em tenra idade). As fontes divergem quanto à sua data de nascimento, 1855 ou 1856 são opções consideradas. Pouco se sabe sobre a sua juventude. Seu irmão mais novo o descreveu como muito estudioso, alegre e com uma natureza combativa.
Ele estudou no Seminário Menor e Maior em Verdun, onde foi um aluno brilhante. Ele foi ordenado sacerdote em 30 de junho de 1881.
Ele trabalhou como professor de história no Seminário Menor em Verdun, durante dois anos, e seguidamente tornou-se um vigário em Montmédy. Durante este tempo, ele descobriu o seu chamamento como missionário; ele entrou no Seminário de Missões no Estrangeiro (Séminaire des Missions Étrangères), em Paris, em 1885. Ele iria passar apenas um ano lá antes de ser enviado para a missão em Pondicherry, na Índia.
Depois de anunciar a sua colocação na Índia, ele se despediu despedida para sua família e dos seus amigos. Eles encheram-se de tristeza, quando ele anunciou que os estava deixando para sempre; vindo de Paillot, foi uma decisão irrevogável. Ele permaneceu fiel às suas palavras ao longo dos 44 anos entre a sua saída de França e a sua morte, sendo que todos os anos foram passados na Índia. Os primeiros anos do seu mandato foram difíceis, pois ele perdeu um irmão e sua mãe.

## A vida na Índia
Ele chegou em Pondicherry, em 1886. Ele foi nomeado vigário da Igreja de Nossa Senhora dos Anjos, em julho de 1887. Ele foi temporariamente para o Colonial College, em 1894, enquanto o seu director voltou à França, devido a preocupações com a saúde; quando o director voltou em 1885, Paillot voltou para a Nossa Senhora dos Anjos. No entanto, ele desenvolveu febre da malária, que colocou a sua vida em perigo, o que lhe forçou a procurar uma mudança no clima.
Ele foi enviado para a serra do Sri Lanka. Trabalhando em Kandy como secretário para o Mgr. Zaleski, o delegado apostólico na Índia, sua saúde voltou lentamente. À medida que foi ficando melhor, ele seguiu o Monsenhor para as suas andanças apostólicas na Índia durante cerca de um ano. Ele voltou para Pondicherry, em 1926, novamente servindo como vigário em Nossa Senhora dos Anjos. Quando o pároco se aposentou, ele assumiu a posição; "apesar de seus 71 anos, ele era um bom pastor, pregando, indo visitar os seus paroquianos, trazendo conforto para os doentes, oferecendo-se totalmente a todos, tudo para ganhá-los para Jesus Cristo."